# Stephen Hillenburg
Stephen McDannell Hillenburg (21 tháng 8 năm 1961 – 26 tháng 11 năm 2018) là một nhà hoạt hình người vẽ tranh biếm họa và giáo viên sinh vật biển người Mỹ. Ông là tác giả của loạt phim hoạt hình SpongeBob SquarePants (1999), mà ông cũng đạo diễn, sản xuất và viết. Nó đã trở thành series hoạt hình dài thứ năm của Mỹ.

## Tiểu sử và sự nghiệp
Sinh ra ở Lawton, Oklahoma, và lớn lên ở Anaheim, California, Hillenburg trở nên thích thú với đại dương khi còn là một đứa trẻ và đã phát triển một sở thích về nghệ thuật. Ông bắt đầu sự nghiệp chuyên môn của mình vào năm 1984, hướng dẫn sinh vật biển, tại Viện Hải dương học Orange County, nơi ông viết The Intertidal Zone, một cuốn truyện tranh thông tin về các loài động vật thủy triều mà ông sử dụng để giáo dục học sinh của mình. Năm 1989, hai năm sau khi rời giảng dạy, Hillenburg theo học tại Học viện Nghệ thuật California để theo đuổi sự nghiệp hoạt hình. Sau đó ông được mời làm việc trên loạt phim truyền hình hoạt hình Nickelodeon của Rocko Modern Life (1993–1996) sau thành công của ông với những bộ phim ngắn The Green Beret và Wormholes (1992), ông đã thực hiện hai phim này trong khi nghiên cứu hoạt hình.
Vào năm 1994, Hillenburg bắt đầu phát triển các nhân vật và khái niệm của The Intertidal Zone trở thành SpongeBob SquarePants. Chương trình được công chiếu vào năm 1999 và đã phát sóng kể từ đó. Ông cũng đạo diễn The SpongeBob SquarePants Movie (2004), mà ông dự định ban đầu là bộ phim cuối cùng. Tuy nhiên, Nickelodeon muốn sản xuất nhiều tập phim hơn, vì vậy Hillenburg đã từ chức với tư cách là người biểu diễn. Anh quay lại làm phim ngắn, với Hollywood Blvd., USA (2013). Trong năm 2015, The SpongeBob Movie: Sponge Out of Water đã được phát hành; phần tiếp theo của bộ phim năm 2004, nó đánh dấu sự trở lại của Hillenburg cho nhượng quyền thương mại, sau khi ông đồng sáng tác câu chuyện và đóng vai trò là nhà sản xuất điều hành trong dự án.
Bên cạnh hai giải Emmy và sáu giải Annie cho SpongeBob SquarePants, Hillenburg cũng được công nhận với một giải thưởng từ Heal the Bay cho những nỗ lực nâng cao nhận thức về sinh vật biển và giải thưởng truyền hình hoạt hình từ Hiệp hội hoạt hình quốc gia. Hillenburg được chẩn đoán mắc chứng xơ cứng teo cơ (ALS) vào năm 2017, nhưng nói rằng ông sẽ tiếp tục làm việc trên chương trình của mình càng lâu càng tốt. Ông qua đời vào ngày 26 tháng 11 năm 2018, một năm rưỡi sau khi được chẩn đoán.

## Tiểu sử
Stephen McDannell Hillenburg sinh ngày 21 tháng 8 năm 1961 tại Fort Sill, một vị trí của Lục quân Hoa Kỳ ở Lawton, Oklahoma, nơi cha của ông father, Kelly N. Hillenburg Jr., làm việc cho quân đội Mỹ. Mẹ ông mother, Nancy (née Dufour), dạy học sinh khiếm thị. Khi cậu bé một tuổi, gia đình chuyển đến quận Orange, California, nơi cha anh bắt đầu sự nghiệp với tư cách là người vẽ phác thảo và thiết kế trong ngành hàng không vũ trụ. Em trai của ông, Bryan, cuối cùng cũng trở thành một người vẽ phác thảo/thiết kế. Hillenburg không có hồi ức về cuộc sống ở Oklahoma, chỉ có lớn lên ở Anaheim, California.